# Myrmarachne evidens
Myrmarachne evidens là một loài nhện trong họ Salticidae.
Loài này thuộc chi Myrmarachne. Myrmarachne evidens được Carl Friedrich Roewer miêu tả năm 1965.